# عبد الرزاق البدر
عبد الرزاق بن عبد المحسن البدر (ولد 22 ذو القعدة 1382 هـ / 16 أبريل 1963 م) عالم دين سعودي حاصل على درجة الدكتوراه في العقيدة، وله العديد من الأبحاث المنشورة والمؤلفات المطبوعة.

## مشايخه
- الشيخ عبد العزيز بن باز.
- الشيخ محمد بن صالح العثيمين.
- الشيخ محمد ناصر الدين الألباني.
- الشيخ عبد المحسن العباد.
- الشيخ عبد الله الغنيمان.
- الشيخ علي ناصر فقيهي.[2][3]
- الشيخ صالح السحيمي.

## مؤلفاته
- فقه الأسماء الحسنى.
- فقه الأدعية والأذكار.
- الحج وتهذيب النفوس.
- دراسة لأثر مالك في الاستواء.
- الحوقلة: مفهومها، وفضائلها، ودلالتها العقدية.
- دراسات في الباقيات الصالحات.
- التحفة السنية شرح منظومة ابن أبي داوود الحائية.
- أذكار الطهارة والصلاة.
- شرح حاشية أبي داوود.
- أحاديث إصلاح القلوب.
- أحاديث الإيمان.
- تذكرة المؤتسي شرح عقيدة الحافظ عبد الغني المقدسي.[4][5][6]
- شرح "الأصول الستة" للشيخ محمد بن عبد الوهَّاب التميمي، اعتنى به وعلَّق عليه منير الجزائري.